# Черноозёрск
Черноозёрск — посёлок в Ужурском районе Красноярского края России. Входит в состав Приреченского сельсовета. Название является калькой бурятского лимнонима хара нуур .

## География
Посёлок расположен в 40 км к востоку от районного центра Ужур.

## История
В 1976 г. Указом Президиума ВС РСФСР поселок фермы № 1 Ужурского совхоза переименован в Черноозёрск.

## Население
| 2010 |
| ---- |
| 124  |